# Arcidiocesi di Indianapolis

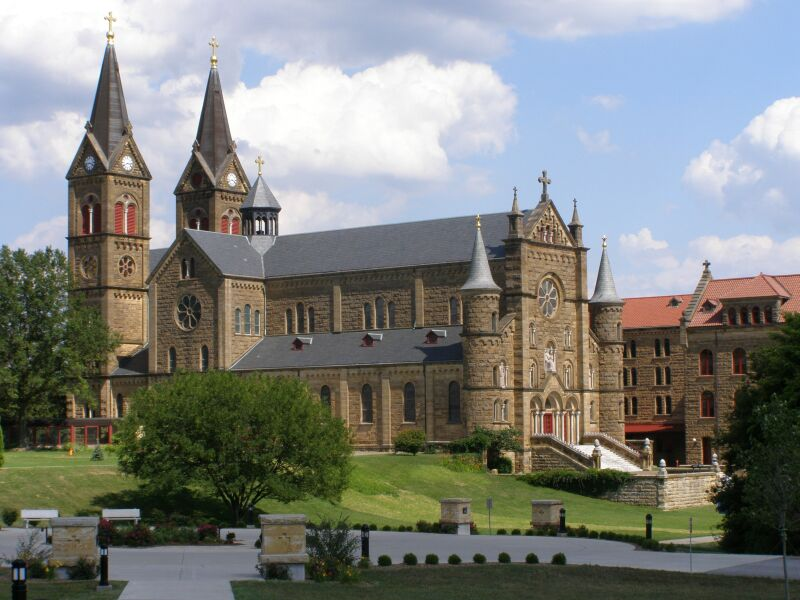
L'arciabbazia di Saint Meinrad, fondata da monaci dell'abbazia di Einsiedeln nel 1854, oggi è sede del seminario e della scuola teologica arcivescovile.

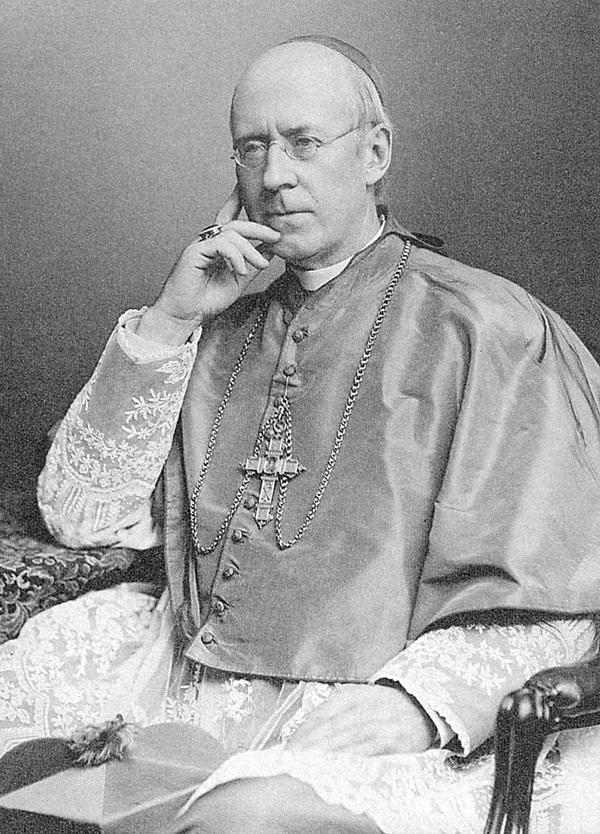
Francis Silas Marean Chatard, primo vescovo americano di Indianapolis (1878-1918).

L'arcidiocesi di Indianapolis (in latino Archidioecesis Indianapolitana) è una sede metropolitana della Chiesa cattolica negli Stati Uniti d'America. Nel 2021 contava 234.882 battezzati su 2.753.423 abitanti. È retta dall'arcivescovo Charles Coleman Thompson.

## Territorio
L'arcidiocesi comprende 39 contee dell'Indiana, negli Stati Uniti d'America: Bartholomew, Brown, Clark, Crawford, Dearborn, Decatur, Fayette, Floyd, Franklin, Hancock, Harrison, Hendricks, Henry, Jackson, Jefferson, Jennings, Johnson, Lawrence, Marion, Monroe, Morgan, Ohio, Orange, Owen, Parke, Perry, Putnam, Ripley · Rush, Scott, Shelby, Spencer (in parte), Switzerland, Union, Vermillion, Vigo, Washington e Wayne.
Sede arcivescovile è la città di Indianapolis, dove si trova la cattedrale dei Santi Pietro e Paolo (Cathedral of the Saints Peter and Paul).
Il territorio si estende su 35.362 km² ed è suddiviso in 120 parrocchie, raggruppate in 11 decanati: Indianapolis Nord, Indianapolis Sud, Indianapolis Ovest, Indianapolis Est, Batesville, Bloomington, Connersville, New Albany, Seymour, Tell City e Terre Haute.

### Provincia ecclesiastica
La provincia ecclesiastica di Indianapolis, istituita nel 1944, comprende le diocesi dello stato dell'Indiana:
- diocesi di Evansville,
- diocesi di Fort Wayne-South Bend,
- diocesi di Gary,
- diocesi di Lafayette in Indiana.

## Storia
Il cattolicesimo fece la sua comparsa nell'Indiana nel corso del XVII secolo, quando la regione faceva parte delle colonie francesi dell'America del Nord. Nel 1732 pionieri provenienti dal Canada fondarono il forte di Vincennes, e nel villaggio che si sviluppò attorno fu eretta una parrocchia, governata da preti secolari provenienti dal Québec. Nel 1763 le colonie francesi passarono agli inglesi, i quali garantirono la libertà di culto ai nuovi sudditi cattolici. Durante la guerra d'indipendenza americana, i cattolici sostennero generalmente gli inglesi; fece eccezione il parroco di Vincennes, Pierre Gibault, che parteggiò per i coloni americani e giocò un ruolo importante nella decisione del Midwest di far parte degli Stati Uniti d'America.
Nel 1789 fu eretta la diocesi di Baltimora, che comprendeva anche il territorio dell'Indiana. Tuttavia le scarse comunità cattoliche della regione furono affidate a preti provenienti per lo più dal Kentucky e dalla Louisiana.
L'arrivo di immigrati irlandesi e tedeschi agli inizi dell'Ottocento aumentò rapidamente il numero dei cattolici. Nel 1808 fu eretta una nuova diocesi, quella di Bardstown in Kentucky (oggi arcidiocesi di Louisville), che comprendeva anche l'Indiana.
Vincennes divenne una diocesi indipendente il 6 maggio 1834 con il breve Maximas inter di papa Gregorio XVI, ricavandone il territorio dalla diocesi di Bardstown. Originariamente era suffraganea dell'arcidiocesi di Baltimora e si estendeva su tutto l'Indiana e sulla parte orientale dell'Illinois. I primi quattro vescovi di Vincennes, fino al 1877, furono francesi. Oggi Vincennes, dove sorge la prima cattedrale dedicata a san Francesco Saverio, si trova nella diocesi di Evansville.
Gli inizi della nuova diocesi furono molto difficili. Il vescovo Simon Bruté de Rémur aveva a sua disposizione un solo prete, una sola chiesa (la cattedrale) e la comunità delle suore della carità di Nazareth. Per questo motivo lui e i suoi successori dovettero fare appello a preti provenienti dalla Francia e dalla Germania e a congregazioni religiose europee. Tra queste si segnalano i Benedettini di Einsiedeln in Svizzera, che nel 1854 fondarono un monastero che in seguito divenne l'arciabbazia di Saint Meinrad.
Al secondo vescovo di Vincennes fu permesso, con un decreto apostolico, di stabilire la residenza episcopale in una città a sua scelta tra Vincennes, Madison, Lafayette o Indianapolis. Vincennes restò comunque sede della diocesi. Questo permesso, con l'esclusione di Lafayette, fu rinnovato fino al quarto vescovo.
L'aumento del numero dei cattolici in Indiana portò la conferenza episcopale americana a chiedere alla Santa Sede l'erezione di nuove diocesi. Così il 28 novembre 1843 Vincennes cedette la porzione del suo territorio in Illinois a vantaggio dell'erezione della diocesi di Chicago (oggi arcidiocesi). Ed ancora l'8 gennaio 1857 cedette un'altra porzione di territorio a vantaggio dell'erezione della diocesi di Fort Wayne (oggi diocesi di Fort Wayne-South Bend). Nel frattempo Il 19 luglio 1850 entrò a far parte della provincia ecclesiastica dell'arcidiocesi di Cincinnati.
Nel 1878 fu nominato il primo vescovo di Vincennes nato sul suolo americano, Francis Silas Marean Chatard, che iniziò a vivere a Indianapolis, la città più grande e capitale dell'Indiana. Il 28 marzo 1898, in forza del breve Ecclesiarum omnium di papa Leone XIII, la sede vescovile fu ufficialmente trasferita ad Indianapolis e la diocesi assunse il nome di diocesi di Indianapolis. Nel 1906 fu costruita a Indianapolis la cattedrale dei Santi Pietro e Paolo.
I primi decenni del Novecento videro un considerevole aumento del numero dei cattolici della diocesi e soprattutto lo sviluppo del sistema educativo diocesano fu particolarmente impressionante: nel 1944 118 delle 156 parrocchie avevano una scuola parrocchiale. Tuttavia l'Indiana rimase uno Stato a maggioranza protestante e il numero dei cattolici non raggiunse mai le proporzioni degli Stati confinanti quali l'Ohio, l'Illinois o il Michigan.
Il 21 ottobre 1944 Indianapolis ha ceduto un'altra porzione del suo territorio a vantaggio dell'erezione della diocesi di Evansville e nel contempo è stata elevata al rango di arcidiocesi metropolitana con la bolla Ad christianae plebis di papa Pio XII.
Il 17 ottobre 2006 la Congregazione per il culto divino e la disciplina dei sacramenti ha confermato santa Théodore Guérin patrona principale dell'arcidiocesi.

## Cronotassi dei vescovi
Si omettono i periodi di sede vacante non superiori ai 2 anni o non storicamente accertati.
- Simon Guillaume Gabriel Bruté de Rémur † (6 maggio 1834 - 26 giugno 1839 deceduto)
- Célestine René Laurent Guynemer de la Hailandière † (26 giugno 1839 succeduto - 16 luglio 1847 dimesso)
- Jean Etienne Bazin † (3 aprile 1847 - 23 aprile 1848 deceduto)
- Jacques-Maurice des Landes d'Aussac De Saint Palais † (3 ottobre 1848 - 28 giugno 1877 deceduto)
- Francis Silas Marean Chatard † (28 marzo 1878 - 7 settembre 1918 deceduto)
- Joseph Chartrand † (25 settembre 1918 succeduto - 8 dicembre 1933 deceduto)
- Joseph Elmer Ritter † (24 marzo 1934 - 20 luglio 1946 nominato arcivescovo di Saint Louis)
- Paul Clarence Schulte † (20 luglio 1946 - 3 gennaio 1970 dimesso[2])
- George Joseph Biskup † (3 gennaio 1970 succeduto - 20 marzo 1979 dimesso)
- Edward Thomas O'Meara † (21 novembre 1979 - 10 gennaio 1992 deceduto)
- Daniel Mark Buechlein, O.S.B. † (14 luglio 1992 - 21 settembre 2011 dimesso)[3]
- Joseph William Tobin, C.SS.R. (18 ottobre 2012 - 7 novembre 2016 nominato arcivescovo di Newark)
- Charles Coleman Thompson, dal 13 giugno 2017

## Statistiche
L'arcidiocesi nel 2021 su una popolazione di 2.753.423 persone contava 234.882 battezzati, corrispondenti all'8,5% del totale.
| anno | popolazione | popolazione | popolazione | presbiteri | presbiteri | presbiteri | presbiteri                | diaconi | religiosi | religiosi | parrocchie |
| anno | battezzati  | totale      | %           | numero     | secolari   | regolari   | battezzati per presbitero | diaconi | uomini    | donne     | parrocchie |
| ---- | ----------- | ----------- | ----------- | ---------- | ---------- | ---------- | ------------------------- | ------- | --------- | --------- | ---------- |
| 1950 | 125.000     | 1.505.527   | 8,3         | 398        | 229        | 169        | 314                       |         | 223       | 2.370     | 151        |
| 1966 | 203.465     | 1.783.562   | 11,4        | 458        | 268        | 190        | 444                       |         | 335       | 2.544     | 164        |
| 1970 | 207.967     | 1.783.562   | 11,7        | 455        | 271        | 184        | 457                       |         | 294       | 2.583     | 145        |
| 1976 | 202.965     | 2.022.366   | 10,0        | 247        | 247        |            | 821                       |         | 159       | 1.620     | 144        |
| 1980 | 202.087     | 2.078.000   | 9,7         | 392        | 220        | 172        | 515                       |         | 317       | 1.913     | 142        |
| 1990 | 202.695     | 2.312.200   | 8,8         | 300        | 179        | 121        | 675                       |         | 216       | 806       | 159        |
| 1999 | 217.886     | 2.201.503   | 9,9         | 280        | 167        | 113        | 778                       |         | 58        | 784       | 138        |
| 2000 | 220.302     | 2.359.104   | 9,3         | 267        | 162        | 105        | 825                       |         | 173       | 776       | 138        |
| 2001 | 227.501     | 2.422.103   | 9,4         | 176        | 157        | 19         | 1.292                     |         | 170       | 764       | 139        |
| 2002 | 233.171     | 2.430.666   | 9,6         | 259        | 157        | 102        | 900                       |         | 163       | 731       | 139        |
| 2003 | 229.482     | 2.430.666   | 9,4         | 269        | 163        | 106        | 853                       |         | 158       | 725       | 139        |
| 2004 | 230.938     | 2.430.606   | 9,5         | 272        | 159        | 113        | 849                       |         | 166       | 757       | 139        |
| 2006 | 236.000     | 2.477.000   | 9,5         | 261        | 156        | 105        | 904                       | 1       | 144       | 700       | 139        |
| 2010 | 244.000     | 2.573.000   | 9,5         | 245        | 154        | 91         | 995                       |         | 129       | 658       | 151        |
| 2013 | 249.500     | 2.640.000   | 9,5         | 234        | 140        | 94         | 1.066                     | 30      | 165       | 578       | 139        |
| 2016 | 247.433     | 2.609.282   | 9,5         | 225        | 137        | 88         | 1.099                     | 45      | 134       | 516       | 134        |
| 2019 | 252.070     | 2.658.030   | 9,5         | 229        | 134        | 95         | 1.100                     | 61      | 149       | 452       | 122        |
| 2021 | 234.882     | 2.753.423   | 8,5         | 215        | 139        | 76         | 1.092                     | 57      | 135       | 426       | 120        |